# 넬손 크루스 (투수)
넬손 크루스(스페인어: Nelson Cruz, 1972년 9월 13일 ~ )는 도미니카 공화국의 전 야구 선수다. 사촌 형은 전 야구 선수인 '호세 로만'이다.

## 출신 학교
- 리세오 호세 카스테야노스 고등학교

## 등번호
- 60 (1997)
- 40 (1999-2000)
- 41 (2001-2002)
- 35 (2003)
- 28 (2005)